# Thành phố Westminster
Thành phố Westminster (tiếng Anh: City of Westminster, phiên âm: /ˈwɛstmɪnstər/) là một khu tự quản Luân Đôn, chiếm phần lớn diện tích khu vực trung tâm của Luân Đôn, nước Anh và khu vực West End. Westminster phía đông giáp giới Thành phố Luân Đôn xưa, phía tây là Khu hoàng gia Kensington và Chelsea, có sông Thames là ranh giới phía nam. Westminster là một khu tự quản thuộc Nội Luân Đôn, thành lập năm 1965 khi thiết lập vùng Đại Luân Đôn. Vì có từ xưa Westminster vẫn giữ địa vị pháp lý là một thành phố riêng. trước năm 1965 đây là Khu tự quản Thủ đô Westminter với diện tích nhỏ hơn đảm nhiệm.

## Hình ảnh

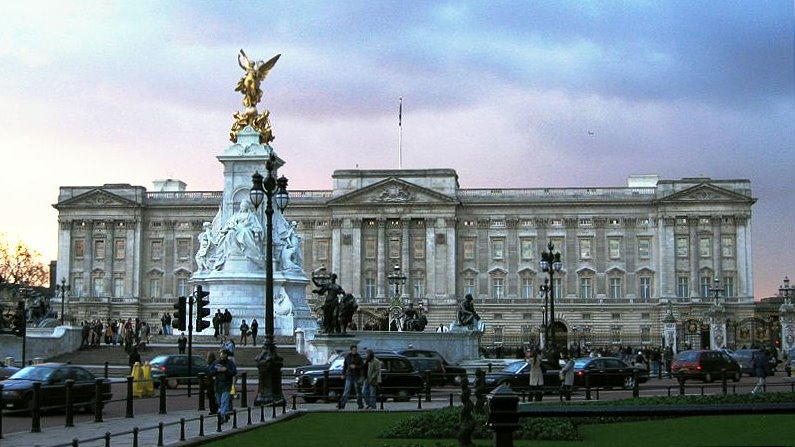
Cung điện Buckingham và Đài tưởng niệm Victoria
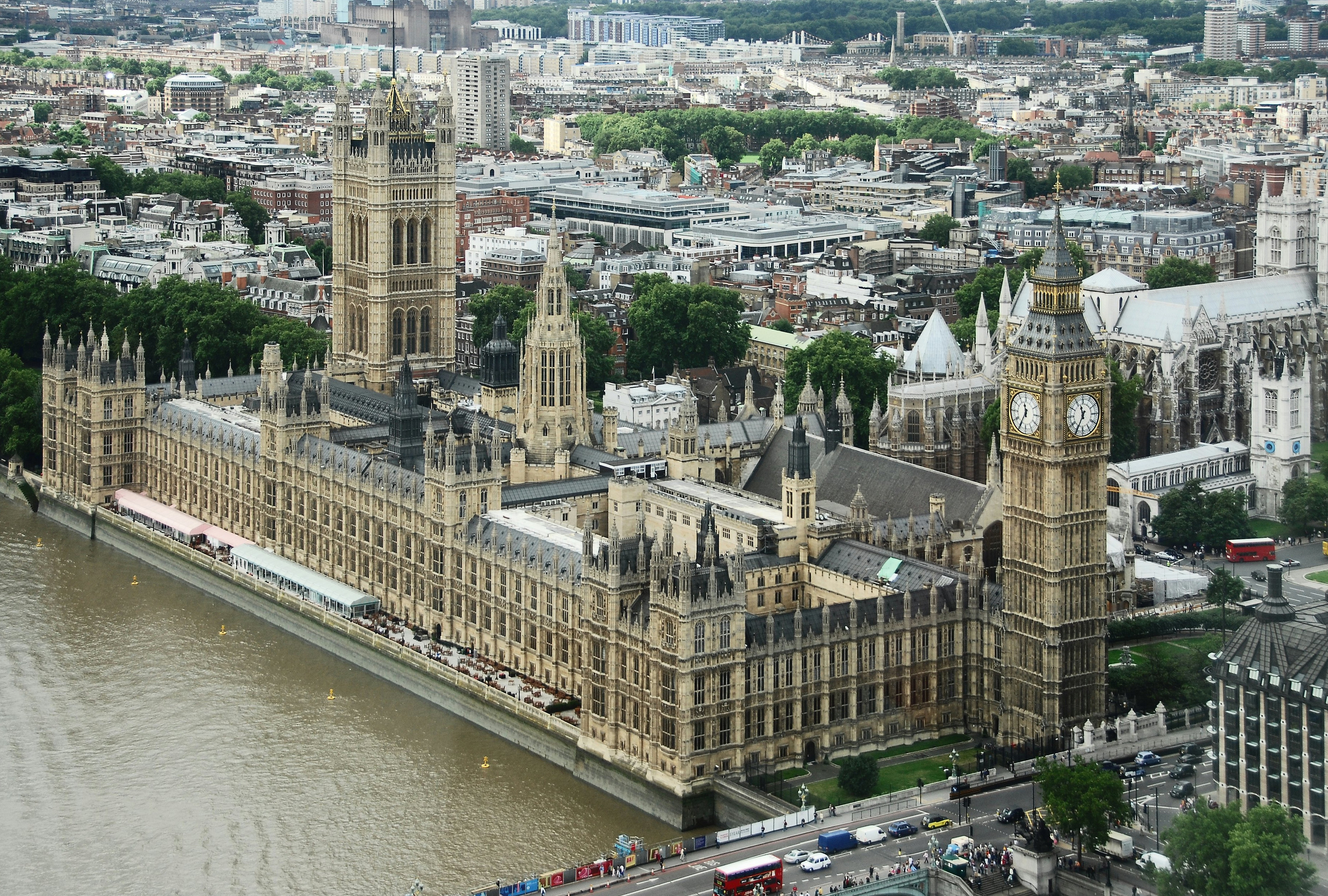
Cung điện Westminster (cũng gọi là Tòa nhà Quốc hội) với tháp Big Ben
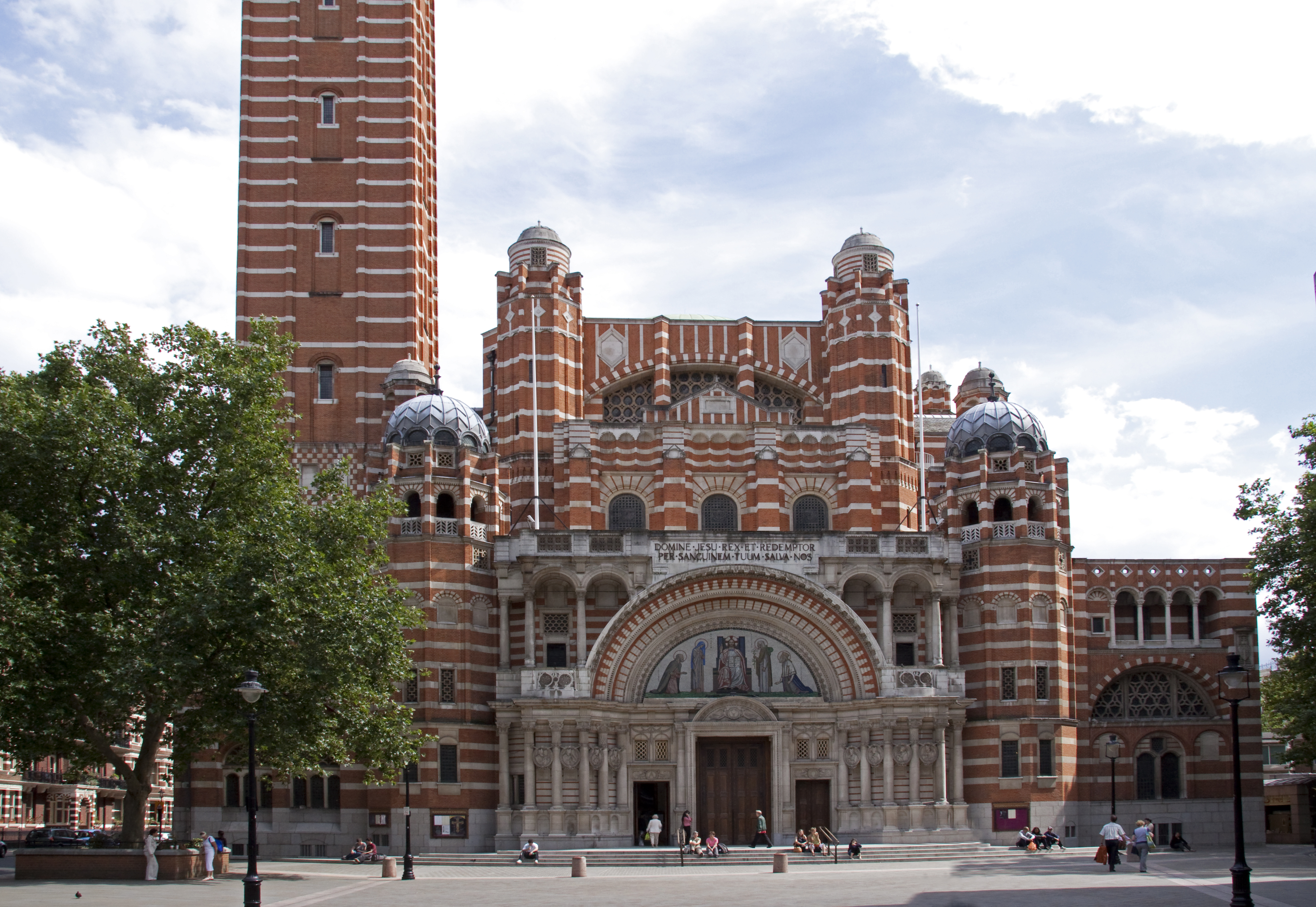
Thánh đường Westminster
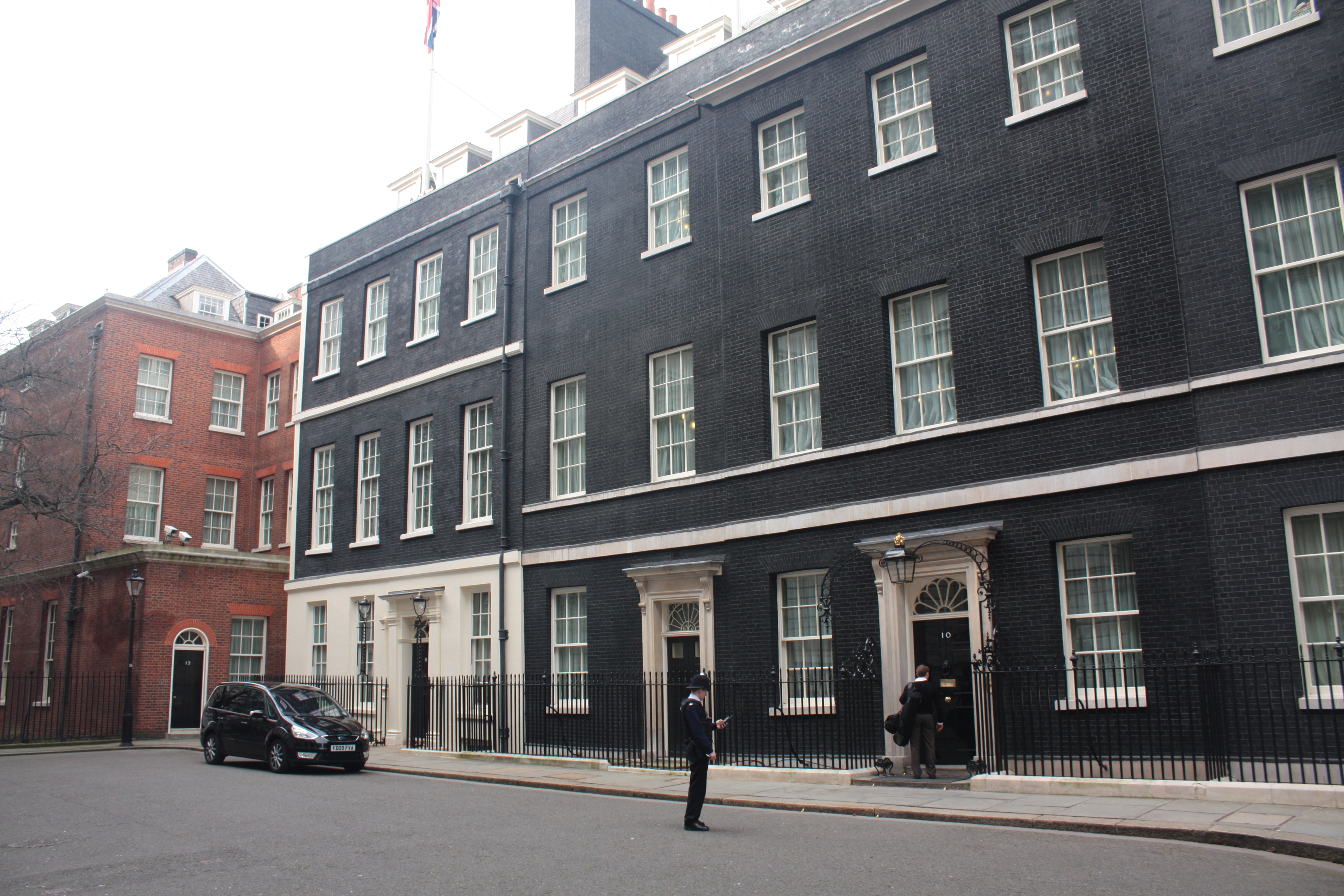
Số 10 Downing Street là trụ sở chính và nơi cư trú của Thủ tướng Vương quốc Anh
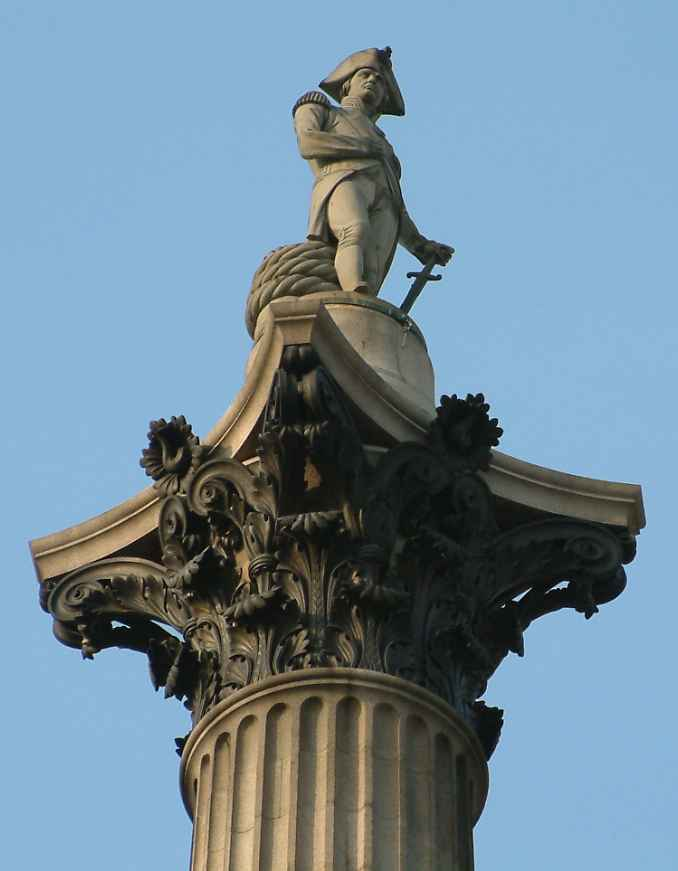
Cột Nelson tại Quảng trường Trafalgar
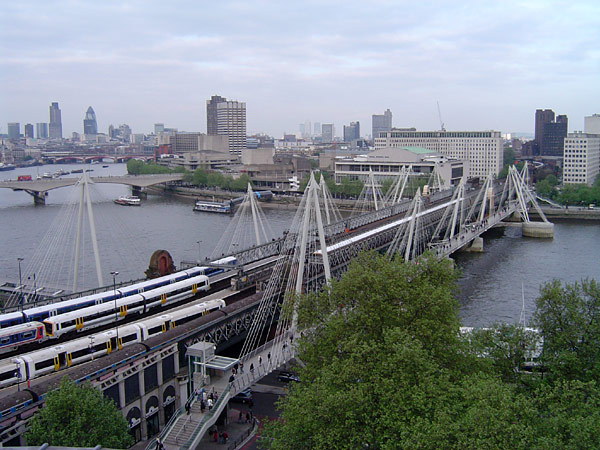
Cầu Hungerford, nhìn từ phía bắc
Hồ Công viên St. James, nhìn từ phía đông, với Mắt Luân Đôn ở phía xa.
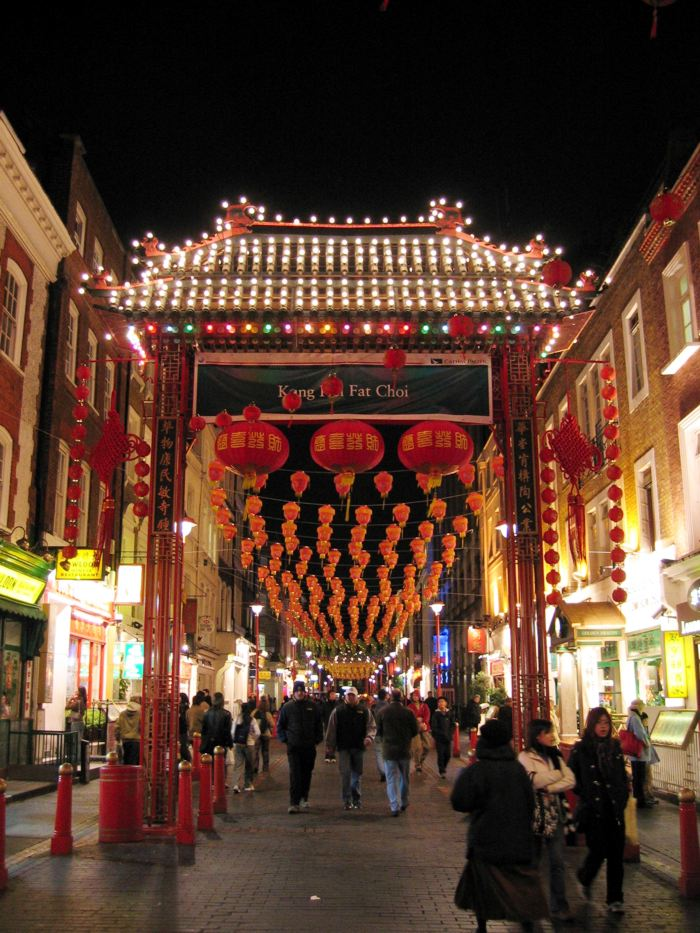
Phố người Hoa năm 2004.
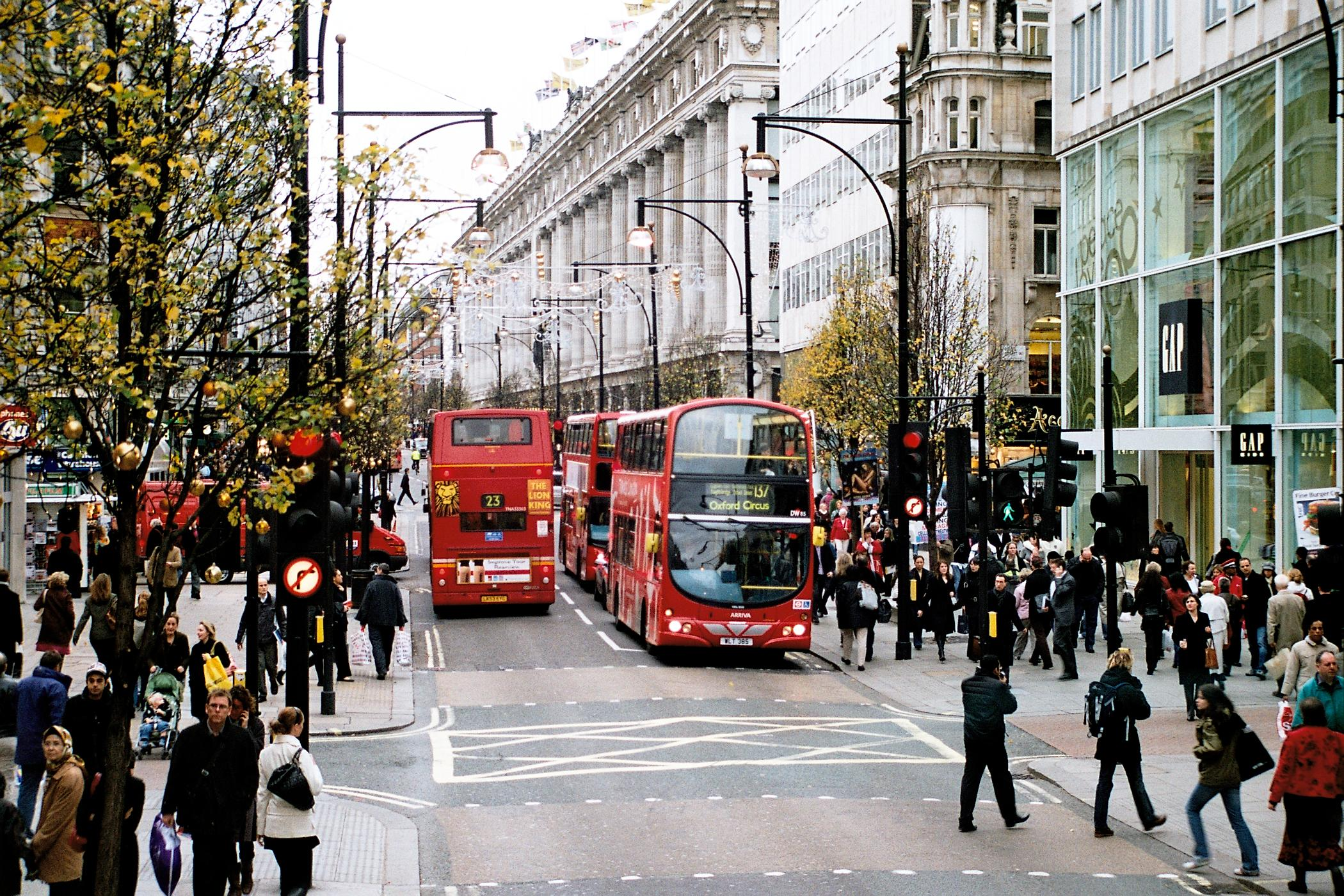
Xe buýt 2 tầng và đường Oxford

### Phim
- Westminster City Council YouTube channel